# Stade des Bleuets
Le stade des Bleuets est un stade de football de la ville de Pau, où évoluent les Bleuets de Notre-Dame.

## Histoire
L'association des Bleuets acquiert un terrain de 12 000 m2 en 1941 situé chemin de Buros. Le stade est inauguré le 12 octobre 1941 à l'occasion d'un match entre les Bleuets et la Jeanne d'Arc Le Béarn. La JAB l'emporte sur le score de 3 buts à 2.
Cet ancien pré à vaches était doté d’une ferme, la ferme Bernès, faisant office de vestiaires.
Les tribunes sont construites à partir de 1942 et financées par l’organisation de spectacles et d'évènements.
Après la Seconde Guerre mondiale, les Bleuets sont devenus la place forte du football palois.
Le 14 décembre 1958, les Bleuets disputent un 64e de finale de Coupe de France 1958-1959 face aux Girondins de Bordeaux, qui évoluent à l'époque en deuxième division professionnelle, terminant à la 4e place et accédant à la Division 1.
Ce match, perdu 4-1 après prolongation devant 6 000 spectateurs au stade des Bleuets, aménagé en un temps record pour cette grande occasion, restera l'un des plus grands moments de gloire du club,. Le gardien Braneyre s'illustre particulièrement lors de ce match,.

## Structures et équipements
En 1959, le stade possédait deux tribunes latérales, installées pour le 64e de finale de Coupe de France 1958-1959 disputé face aux Girondins de Bordeaux.
Ce stade historique du football béarnais a été rénové en 2019, dans le cadre d'une réhabilitation d'envergure du quartier Saragosse à hauteur de 137 millions d'euros. Ainsi, la tribune principale du stade est détruite en septembre 2018, alors que la surface de jeu est dotée d'une pelouse synthétique.
La capacité d'accueil du stade est désormais de 220 personnes.
Une stèle rendant hommage à la légende du patro Albert Lille est fixée au bas de la tribune côté foyer. Une plaque aux morts pour la France est aussi fixée à côté de cette stèle.Le stade comporte une tribune latérale, et une pelouse synthétique.